# Beta Pictoris
Beta Pictoris (β Pic / β Pictoris / Beta i Målaren) är den näst ljusstarkaste stjärnan i stjärnbilden Målaren. Den är belägen drygt 63 ljusår från solsystemet, är 1,75 gånger massivare och 8,7 gånger ljusstarkare än Solen. Beta Pictoris-systemet är mycket ungt, bara 8–20 miljoner år gammalt, fastän det redan ligger på huvudserien i sitt utvecklingsskede. Beta Pictoris ingår i, och har gett namn åt Beta Pictoris-associationen, en association av unga stjärnor, som är samma ålder och rör sig åt samma håll i rymden.
Beta Pictoris uppvisar ett överskott av infraröd strålning jämfört med normala stjärnor i dess klass. Denna infrarödexcess orsakas av stora mängder rymdstoft i stjärnans närhet. Detaljerade observationer har avslöjat en stor cirkumstellär skiva av stoft och gas runt stjärnan. Skivan sträcker sig ut 400 AU från Beta Pictoris och är inte helt plan. Detta tyder på närvaron av ett massivt objekt, troligen en brun dvärg eller en migrerad planet, som kretsar runt stjärnan och orsakar förvrängningen i skivan.

## Fragmentskivan

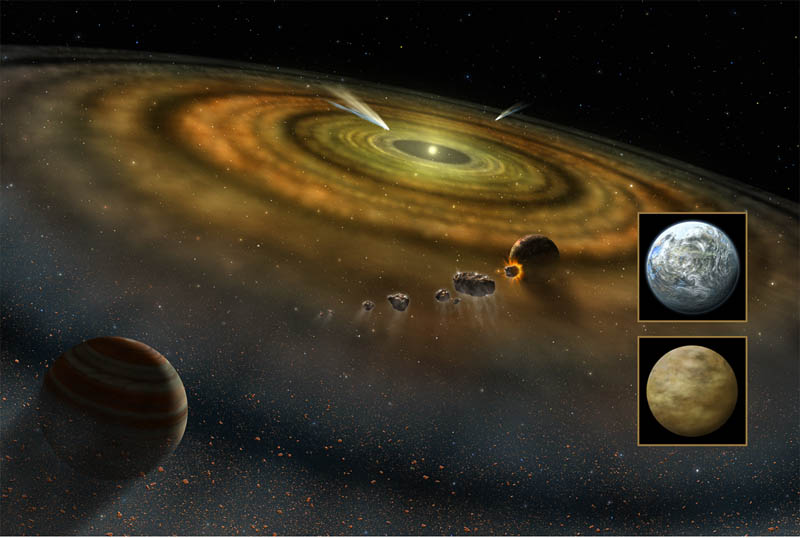
Olika planetformationsprocesser, inklusive av exokometer och andra planetesimaler, runt omkring Beta Pictoris (NASAs konstnärliga framställning).

Skivan visade sig vara den första fragmentskiva, som man lyckats avbilda runt en annan stjärna. Utöver förekomsten av flera planetesimalbälten och kometaktivitet, finns det indikationer på att planeter har bildats i skivan och att planetbildningen kanske inte är helt avslutad. Material från Beta Pictoris fragmentskiva kan tänkas vara den dominerande källan till interstellära meteoroider för vårt solsystem.
Överskott på infraröd strålning från Beta Pictoris detekterades med IRAS–observatoriet 1983. Tillsammans med Vega, Fomalhaut och Epsilon Eridani, var den en av de första fyra stjärnor från vilken en sådan excess detekterades: dessa stjärnor kallas ”Vega-lika” efter den första av dessa stjärnor från vilken sådan excess upptäcktes. Eftersom klass A-stjärnor som Beta Pictoris brukar stråla ut merparten av sin energi vid den blå änden av spektrum,, så betydde detta närvaron av sval materia i bana runt stjärnan, som borde stråla i infrarött och åstadkomma excessen. Denna hypotes verifierades 1984, när Beta Pictoris blev den första stjärnan att ha fått sin cirkumstellära skiva optiskt avbildad.
Fragmentskivan runt Beta Pictoris är orienterad med kanten mot jordiska observatörer och ligger i nordost-sydvästlig riktning. Skivan är asymmetrisk: i den nordostliga riktningen har den observerats ut till 1835 AU från stjärnan, medan andelen i den sydvästliga riktningen sträcker sig till 1450 AU. 
Svenska forskare på AlbaNova har visat att och hur skivan roterar. Den del som ligger nordost om stjärnan rör sig bort från oss, medan den sydvästra delen av skivan rör sig mot oss.
Flera elliptiska materieringar har observerats i fragmentskivans yttre regioner mellan 500 och 800 AU. Dessa kan ha bildats som ett resultat av att systemet blivit rubbat av en annan passerande stjärna. Astrometriska data från Hipparcos mission avslöjar att den röd jättestjärnan Beta Columbae passerade inom 2 ljusår från Beta Pictoris för omkring 110 000 år sedan. En större störning kunde dock ha orsakats av Zeta Doradus, som passerade på 3 ljusårs avstånd för cirka 350 000 år sedan. Datorsimuleringar föredrar en lägre möteshastighet än någon av dessa två kandidater, vilket pekar på att stjärnan som är ansvarig för ringarna kan ha varit en följeslagare till Beta Pictoris på en instabil bana. Simuleringarna föreslår att en störande stjärna med en massa runt 0,5 solmassor (vilket skulle göra den till en röd dvärg av spektraltyp M0V) är troligast att skylla strukturerna för.
2006 avslöjade bilder tagna på systemet med Rymdteleskopet Hubbles Advanced Camera for Surveys närvaron av en sekundär stoftskiva, som bildar en vinkel om runt 5° mot huvudskivan och sträcker sig åtminstone 130 AU från stjärnan. Den sekundära skivan är asymmetrisk.

## Exoplaneter
I november 2008 publicerade Europeiska sydobservatoriet (ESO) ett pressmeddelande som tillkännagav att en planet som stämde med tidigare förutsägelser kan ha avbildats i bana runt Beta Pictoris i fragmentskivans plan. Om ett fysiskt samband mellan det detekterade objektet och Beta Pictoris bekräftas, skulle det vara den extrasolära planet närmast sin stjärna, som någonsin fotograferats (den observerade separationen är ungefär densamma som avståndet mellan Saturnus och Solen).
I augusti 2019 publicerade Nature att forskare funnit ännu en planet i systemet: Beta Pictoris c.